# 제9군 (미국)
미국 제9군(영어: Ninth United States Army)은 제2차 세계 대전 북서 유럽 전역에서 활약한 미국의 야전군이다.

## 역사

### 제2차 세계 대전
원래 제9군은 포티튜드 작전의 계획을 진행하기 위한 허상의 상륙군인 제1군집단 예하의 서수 8번으로 지정된 야전군이었다. 그러니 같은 서수의 야전군이 이미 영국 육군 소속으로 창설되어 있었기에 햇갈릴 우려가 있다고 판단되어 제9군으로 바뀌었다. 연합국 원정군 최고사령부(SHAEF)는 제9군을 1944년 4월 15일에 서류 상으로만 창설하고 윌리엄 심프슨 중장을 사령관에 임명하였다.
노르망디 상륙 작전이 성공한 뒤 8월 18일에 제1군집단은 편제에서 사라졌고, 제9군은 실제하는 부대로서 제12군집단에 배속되어 9월 15일에 북부 프랑스, 브레스트의 항구에 상륙하였다. 15일간 마을을 봉쇄한 뒤 동부 전선으로 향했다.
벌지 전투에 참가하였는데, 당시 제1군과 함께 제12군집단 본부에서 멀리 떨어져 있었기에 12월 20일에 버나드 로 몽고메리 장군의 제21군집단에 잠시 배속되었다.
라인란트 전역에 대비하기 위해 제21군집단에 잔존하였다.
1945년 1월 말에 캐나다 제1군의 베리테이블 작전에 맞춰 그레나데 작전을 개시하였다.
4월 15일에 심프슨 중장은 하이젠하워 원수에게 베를린으로의 진격을 요청하였으나 기각되고 3일 뒤인, 4월 18일에 엘베에 도착하여 소비에트 연방의 붉은 군대와 마주치면서 진격을 멈추었다.

### 21세기
미국 육군부에서 2012년 1월 26일에 하달한 '일반명령 2014-14'에 따라 미국 아프리카 육군은 육군 모듈화 프로그램에 따라 제9군의 혈통을 잇도록 재편성되었다.
2020년 11월 23일, 미국 아프리카 육군과 미국 유럽 육군이 병합되어 미국 유럽-아프리카 육군이 되었다.

## 전투 서열
1944년 기준
- 제13(XIII)군단
  - 제7기갑사단
  - 제84보병사단
  - 제102보병사단
- 제14(XVI)군단
  - 제75보병사단
- 제19(XIX)군단
  - 제2기갑사단
  - 제29보병사단
  - 제30보병사단

## 소속
1. 제1군집단 (기만부대), 1943년
2. 제12군집단, 1944년
3. 미국 아프리카 육군, 2014년

## 같이 보기
- 미국 육군 유럽 작전전구(ETOUSA)의 야전군
  - 제1군
  - 제3군
  - 제5군
  - 제7군
  - 제15군
- 여왕 작전(영어판), 지크프리트 방어선 전투
- 플런더 작전, 서구 연합군의 독일 침공

## 참조
1. ↑  “General Orders No.2012-14” (PDF) (영어). 워싱턴 D.C.: 미국 육군부, 본부. 2014년 1월 26일. 2012년 8월 24일에 원본 문서 (PDF)에서 보존된 문서. 2014년 4월 21일에 확인함.
2. ↑  “U.S. Army Europe and Africa Commands consolidate” (보도 자료) (영어). U.S. Army Public Affairs. 2020년 11월 20일. 2023년 6월 10일에 확인함.

- “Ninth U.S. Army” (영어). globalsecurity.org. 2014년 11월 23일에 확인함.